# Theridion chakinuense
Theridion chakinuense är en spindelart som beskrevs av Jörg Wunderlich 1995. Theridion chakinuense ingår i släktet Theridion och familjen klotspindlar.
Artens utbredningsområde är Turkmenistan. Inga underarter finns listade i Catalogue of Life.